# 2020年夏季奧林匹克運動會男子10公里馬拉松游泳比賽
2020年夏季奥林匹克运动会男子10公里马拉松游泳比赛，是因2019冠状病毒病疫情而延期至2021年举行的第32届夏季奥林匹克运动会的其中一个比赛小项，于2021年8月5日在御台場海濱公園举行，共有来自23个代表团的26名运动员参加该小项。
德国选手弗洛里安·韦尔布罗克以1小时48分33秒7的成绩夺得冠军，这是他的第二枚奥运奖牌，他也成为首位夺得奥运马拉松游泳金牌的德国选手。匈牙利选手拉绍夫斯基·克里什托夫以25.3秒之差获得银牌，成为首位在该小项上获得奖牌的匈牙利选手。意大利选手格雷戈里奧·帕特里尼耶里则以1小时49分01秒1获得铜牌，也成为首位夺得男子马拉松奥运奖牌的意大利选手，他和韦尔布罗克都同时成为继烏薩馬·邁盧利后又两位在同一届奥运同时获得泳池游泳和马拉松游泳奖牌的选手。曾获2016年里约奥运该小项金牌的費利·威特曼则获得第七名，无缘卫冕。

## 参赛资格
国际游泳联合会计划在该小项上分配共25个席位，每个代表团最多只能派出两名选手参赛，参赛资格如下：
- 2019年世界游泳锦标赛公开水域10公里项目前10名
- 奥运马拉松游泳资格赛前9名
- 奥运资格赛各大洲（非洲、美洲、亚洲、欧洲和大洋洲）成绩最佳选手
- 如果主办国日本未能通过以上任何一项赛事获得席位，该国将会在该小项上分配到一个外卡席位。如果日本已透过其他途径获得至少一个席位，空出的主办国席位会重新分配至奥运马拉松游泳资格赛

此次比赛实际上共有26名选手参赛。哈萨克斯坦选手Vitaliy Khudyakov在2019年4月进行的亚洲公开水域游泳锦标赛上夺冠，然而他受亚洲游泳联合会官网误导，误该比赛视为奥运资格赛之一，在得知自己未能进入最终的名单后，他决定向国际体育仲裁法庭提起申诉，最终国际体育仲裁法庭判定Khudyakov获得一个额外的奥运席位。

## 比赛环境
此次马拉松游泳比赛在东京御台場海濱公園进行。当地炎热天气导致的水温偏高以及水域的水质是此次比赛的两大问题。
2019年8月，东京奥组委在御台場海濱公園举办马拉松游泳的测试赛，测试赛于上午7时开赛，受当地炎热天气影响，比赛水温较高，引起数名选手抱怨，其中突尼斯选手烏薩馬·邁盧利表示这是其有史以来参加的最热的马拉松游泳比赛，对此国际游泳联合会表示届时将会视乎水温状况调整比赛开赛的时间。
另一方面，也有测试赛参赛选手提到场地的水质问题，其中日本选手贵田裕美称比赛时能闻到些许臭味，而且水面并不清澈。早在2017年夏天时，东京方面对马拉松游泳比赛场地的水质进行了为期21天的检测，结果仅有10天达到国际游泳联合会的标准，当时检测结束后，东京奥组委承诺将采取一系列措施确保场地水质符合标准。然而奥运开幕两周前，彭博社发表报道文章指出承担户外游泳项目的东京湾水质仍旧和数年前一样臭，并称水质问题仍是户外游泳项目的一大担忧因素。

## 赛程
男子10公里马拉松游泳比赛最初定于上午8:00开始。后来主办方考虑到东京夏天炎热的天气对水温的影响，数次调整开始时间，最终开始时间被提前至上午6:30。以下是比赛的具体赛程，所有时间均为日本標準時間（UTC+9）：
| 日期         | 时间 | 阶段 |
| ------------ | ---- | ---- |
| 2021年8月5日 | 6:30 | 决赛 |

## 比赛结果
| 排名        | 运动员                  | 代表团               | 时间      | 落后时间 | 备注 |
| ----------- | ----------------------- | -------------------- | --------- | -------- | ---- |
| 金牌        | 弗洛里安·韦尔布罗克     | 德国                 | 1:48:33.7 |          |      |
| 銀牌        | 拉绍夫斯基·克里什托夫   | 匈牙利               | 1:48:59.0 | +25.3    |      |
| 銅牌        | 格雷戈里奧·帕特里尼耶里 | 意大利               | 1:49:01.1 | +27.4    |      |
| 4           | Matan Roditi            | 以色列               | 1:49:24.9 | +51.2    |      |
| 5           | Athanasios Kynigakis    | 希腊                 | 1:49:29.2 | +55.5    |      |
| 6           | 马克-安托万·奥利维耶    | 法国                 | 1:50:23.0 | +1:49.3  |      |
| 7           | 費利·威特曼             | 荷兰                 | 1:51:30.8 | +2:57.1  |      |
| 8           | Michael McGlynn         | 南非                 | 1:51:32.7 | +2:59.0  |      |
| 9           | Hau-Li Fan              | 加拿大               | 1:51:37.0 | +3:03.3  |      |
| 10          | 乔丹·维利莫夫斯基       | 美国                 | 1:51:40.2 | +3:06.5  |      |
| 11          | 罗布·穆费尔斯           | 德国                 | 1:53:03.3 | +4:29.6  |      |
| 12          | Kai Edwards             |                      | 1:53:04.0 | +4:30.3  |      |
| 13          | 南出大伸                | 日本                 | 1:53:07.5 | +4:33.8  |      |
| 14          | 马里奥·桑祖洛           | 意大利               | 1:53:08.6 | +4:34.9  |      |
| 15          | David Farinango         | 厄瓜多尔             | 1:53:09.8 | +4:36.1  |      |
| 16          | Phillip Seidler         | 纳米比亚             | 1:53:14.1 | +4:40.4  |      |
| 17          | Daniel Delgadillo       | 墨西哥               | 1:53:14.4 | +4:40.7  |      |
| 18          | Alberto Martínez        | 西班牙               | 1:53:16.4 | +4:42.7  |      |
| 19          | Kirill Abrosimov        | 俄罗斯奥林匹克委员会 | 1:54:29.3 | +5:55.6  |      |
| 20          | 烏薩馬·邁盧利           | 突尼斯               | 1:56:33.3 | +7:59.6  |      |
| 21          | Vitaliy Khudyakov       |                      | 1:57:53.7 | +9:20.0  |      |
| 22          | 方胤                    | 中国香港             | 1:58:33.4 | +9:59.7  |      |
| 23          | Tiago Campos            | 葡萄牙               | 1:59:42.0 | +11:08.3 |      |
| 24          | Matěj Kozubek           | 捷克                 | 2:01:52.1 | +13:18.4 |      |
|             | 赫克托·帕多             | 英国                 | DNF       | DNF      |      |
| 大卫·奥布里 | 法国                    |                      | DNF       | DNF      |      |